# サビーナ・バルブーザ
サビーナ・バルブーザ（Sabina Valbusa、1972年1月21日 - ）は、イタリア、ヴェネト州ヴェローナ県ヴェローナ出身の元クロスカントリースキー選手。兄フルビオ・バルブーザもクロスカントリースキーのオリンピックメダリストである。

## プロフィール
バルブーザは1992年12月12日に5kmクラシカルのレースでクロスカントリースキー・ワールドカップにデビュー、44位となった。1994年リレハンメルオリンピックにイタリア代表として出場、15kmフリーで26位となった。
自身4度目のオリンピック出場となった2006年トリノオリンピックでガブリエラ・パルッツィ、アリアンナ・フォリス、アントネッラ・コンフォルトラとのチームで4×5kmリレー銅メダルを獲得した。
ノルディックスキー世界選手権ではいずれもリレーで1999年に銀、2001年と2005年に銅の計3個のメダルを獲得している。
クロスカントリースキー・ワールドカップでは通算1勝（2位4回、3位4回）、2009-2010シーズン限りで第一線を退いたが以後もFISのマラソンカップでは好成績を残している。イタリア選手権では通算15勝。
2006年にはイタリア共和国功労勲章カヴァリエーレを受章した。